# Леви, Мени
Мени Леви (ивр. מני לוי‎, родился 6 августа 1980 года) — израильский футболист, игравший за команду «Маккаби» (Тель-Авив). В 2002 году после несчастного случая во время матча он остался прикованным к постели.

## Биография

### Клубная карьера
Воспитанник клуба «Маккаби» (Тель-Авив), выступал на позиции нападающего, пока не стал правым защитником. Дебютировал в 1999 году в матче 18-го тура национального чемпионата против «Хапоэля» (Хайфа), всего провёл четыре матча в том сезоне. В сезоне 2000/2001 сыграл 38 матчей во всех турнирах за клуб, забив два гола и выиграв Кубок Израиля. В сезоне 2001/2002 сыграл ещё пять матчей в Кубке УЕФА.
В активе Леви также два матча за молодёжную сборную Израиля (оба против молодёжной сборной Боснии и Герцеговины), однако в 2000 году Леви был исключён из сборной после секс-скандала с участием семи игроков «молодёжки» (они якобы занимались сексом с 17-летней проституткой), получив двухлетний запрет на выступления в сборных любых уровней.

### Травма и паралич
26 января 2002 года в Иерусалиме проходил матч чемпионата Израиля между командами «Маккаби» (Тель-Авив) и «Бейтар» (Иерусалим). На 8-й минуте матча Мени Леви получил мяч, отбив его грудью вперёд, и затем бросился к воротам противника, однако неожиданно упал, потеряв сознание. В момент инцидента столкновения с каким-либо игроком не произошло. На помощь к упавшему Мени Леви поспешил игрок «Бейтара» Ицик Зохар, который начал делать пострадавшему искусственное дыхание рот-в-рот до приезда врачей. За произошедшим на матче наблюдали 8 тысяч зрителей. Вскоре бригада «скорой помощи» увезла Леви в больницу. В связи со случившимся матч было решено остановить и переиграть; переигровка состоялась ровно через месяц.
Врачи сообщили, что у Леви произошёл сердечный приступ, последствием которого стала кома. Леви не пришёл в сознание даже спустя три недели, но к этому моменту смог дышать уже без аппарата искусственной вентиляции лёгких. Только своевременное вмешательство кардиологов спасло Леви от смерти, однако с этого момента он остаётся парализованным. По заявлению спортивных медиков, у Леви было ранее диагностировано заболевание сердечно-сосудистой системы, однако по итогам медицинского обследования ему не запретили выступать на профессиональном уровне.

### Последствия
Семья подала коллективный иск в суд против врачей клуба «Маккаби», руководства клуба «Маккаби», Федерации футбола Израиля и городской администрации Тель-Авива на общую сумму в 35 миллионов шекелей. Семья обвинила клуб в том, что врачи признали Леви здоровым и позволили ему играть. Клуб отказывался выплачивать страховку за игрока родственникам Мени Леви до 2005 года, пока в последний день не решился всё же выплатить 400 тысяч израильских шекелей, а в 2012 году после 9 лет судебных тяжб суд заставил клуб выплатить семье Леви компенсацию в размере 5,3 миллионов шекелей. Ещё 5,5 миллионов шекелей обязался выплатить Институт национального страхования, который признал случившееся с Леви производственной травмой.
Футболка с номером 12 в клубе «Маккаби» (Тель-Авив) была изъята из обращения, а номер навечно закреплён за Мени Леви. Ежегодно клуб проводит памятные мероприятия в поддержку Мени Леви, а на матчах на 12-й минуте болельщики по традиции скандируют имя Мени Леви. Бывшего игрока регулярно навещают друзья и родственники. По свидетельствам некоторых из них, Леви иногда реагирует на членов семьи: улыбается, моргает или даже плачет.